# صموئيل غونيي
صموئيل غونيي (بالإسبانية: Samuel Goñi)‏ هو لاعب كرة قدم إسباني في مركز الهجوم، ولد في 10 فبراير 1994 في Marcilla ‏ في إسبانيا. لعب مع أوساسونا ب وبينيا سبورت ونادي سيلايا.